# Commelina forsskalii
Commelina forsskalii är en himmelsblomsväxtart som beskrevs av Vahl. Commelina forsskalii ingår i släktet himmelsblommor, och familjen himmelsblomsväxter. Inga underarter finns listade.